# Alexis Bouvier
Alexis Bouvier (15. ledna 1836 Paříž – 18. května 1892 Paříž) byl francouzský spisovatel a dramatik.

## Životopis
Alexis Bouvier se narodil v chudé dělnické rodině a do roku 1863 pracoval jako cizeler bronzu, přičemž dbal na to, aby se vzdělával a nahradil tak nedostatky základního vzdělání. Brzy se u něj projevil zájem o psaní. Charles Gallot
Jeho prvními díly byly povídky zachycující pouliční nebo dílenské scény, populární písně a operety pro místní divadla a kavárenské šantány. Některé z nich byly velmi úspěšné, například písně Les Trois Lettres d'un marin a La Canaille, které zpívala Rosa Bordas. V roce 1863, prostřednictvím Hippolyta de Villemessanta, dostal příležitost psát pro deník Le Figaro. Realismus v psaní byl v módě a Alexis Bouvier psal dramatické povídky, které mu umožnily vyprávět o sociální bídě a životě nešťastných a znevýhodněných lidí, s nimiž přišel do styku. Rád vzpomínal na svůj "plebejský" původ a pomocí těchto příběhů jej evokoval.
Aby se uživil a doplnil svůj skromný výdělek, pracoval jako barman na Boulevard de Strasbourg. Tam mezi dvěma operetami a dramatickými povídkami, napsal svůj první seriálový román. Když Villemessant, kterého tyto uniformní, smutné příběhy přestaly bavit, pozastavil jejich vydávání v Le Figaro, Alexis Bouvier přešel na vydávání svých seriálových románů v časopisech za pět centů. Jeho úspěch byl okamžitý a jeho tvorba byla v této oblasti plodná. Díky překypující fantazii psal v nejproduktivnějších letech až tři romány najednou. Vydělával si na slušné živobytí, přestože utrácel hodně peněz. Několik let hostil každé léto na svém pozemku ve Veules-les-Roses deset až dvanáct hostů.
V roce 1888 ho hemiplegie doprovázená afázií a ztrátou paměti donutila vzdát se veškeré práce. V roce 1892 uspořádali jeho přátelé malíři prodej obrazů v jeho prospěch, ale Bouviera postihl další záchvat ochrnutí. Zemřel ve svém domě na Boulevard de Clichy v květnu 1892. Byl pohřben na hřbitově Père-Lachaise (47. oddělení). Jeho hrob zdobí bronzová busta od Eutropa Boureta.

## Dílo

### V češtině
- Běda chudým!: Román – přeložil L. P. Praha: Dělnická knihtiskárna, 1897
- Veliká Iza: román – přeložil B. H. Plaňanský. Praha: Politika, 1899
- Povídky chudých – přeložil a napsal doslov Jaroslav Pšenička. Praha: Jan Otto, 1906[1]
- Páni porotcové! – In: 1000 nejkrásnějších novel... č. 62, úvod František Sekanina, přeložil Jaroslav Pšenička, s. 75–79. Praha: J. R. Vilímek, 1914